# Kaiju no 8
Kaiju no 8 (怪獣8号, Kaijū hachi-gō) est un shōnen manga écrit et dessiné par Naoya Matsumoto. Il est prépublié du 3 juillet 2020 au 18 juillet 2025 dans le magazine en ligne Shōnen Jump+ de l'éditeur Shūeisha. La version française est publiée par Kazé depuis octobre 2021, puis par Crunchyroll depuis juin 2022, à la suite de l'achat de Kazé.
Le manga suit Kafka Hibino, homme de 32 ans, employé d'une entreprise de nettoyage de Kaijus, monstres d'origine inconnue mais hostiles à l'être humain, qui se retrouve mêlé dans les combats opposant les Kaijūs à la Force de Défense contre les Kaijūs. Malgré ses efforts pour intégrer cette prestigieuse institution, Kafka Hibino, n'y parvient pas… Mais cela va changer lorsque accidentellement, lui-même, devient un Kaiju. Il va être poursuivi par le kaiju n°9.
Une adaptation en anime par Production I.G est diffusée d'avril à juin 2024. Une deuxième saison est diffusée depuis le 19 juillet 2025.

## Univers
Kaiju no 8 se déroule dans un monde dans lequel des monstres nommés kaiju provoquent régulièrement des désastres. Le Japon est le pays avec le taux d'attaques de kaiju le plus élevé au monde et, pour les combattre, il crée la Force de défense anti-Kaiju (日本防衛隊, Nihon bōei-tai, lit. « Force de défense japonaise »). Les Kaiju se voient attribuer un « niveau de fortitude » – une échelle indiquant leur force globale, et sont classés comme honju – des kaiju dangereux et forts – et yoju – des kaiju plus petits qui peuvent accompagner ou germer du honju. Les Kaiju qui ont des niveaux de fortitude élevés ou des caractéristiques anormales reçoivent un numéro comme identifiant en fonction du moment où ils apparaissent pour la première fois et sont classés comme daikaiju. Les officiers des Forces de défense portent des combinaisons puissantes fabriquées à partir de restes de kaiju qui leur confèrent une force, une vitesse et une durabilité accrues. Les combinaisons ont une puissance totale mesurée sous la forme d'un pourcentage (appelé « puissance de combat déchaînée ») qui varie d'une personne à l'autre en fonction de ses capacités avec un maximum de 100 %. Les Forces de défense sont composées d'officiers généraux et de chefs de section, avec différents niveaux de puissance de combat déchaînée, et de capitaines et vice-capitaines dont la puissance de combat dépasse 90 % et qui dirigent les divisions. Les restes de Daikaiju sont utilisés pour créer des armes plus puissantes nommées Numéros (ナンバーズ, Nanbāzu) que certains individus peuvent utiliser s'ils sont jugés compatibles et qui portent le nom du daikaiju à partir duquel ils sont fabriqués.

## Synopsis
Après la destruction de leur ville par les kaiju, les amis d'enfance Kafka Hibino et Mina Ashiro jurent tous deux de devenir membres des Forces de défense pour combattre ensemble les kaiju. Mina, aujourd'hui âgée de 27 ans, est depuis devenue capitaine de la troisième division des forces de défense, tandis que Kafka, aujourd'hui âgé de 32 ans, a échoué à plusieurs reprises à l'examen et travaille comme membre d'une équipe de nettoyage qui élimine les restes de kaiju après la bataille. Kafka rencontre un jeune travailleur à temps partiel dans son entreprise, Reno Ichikawa, un aspirant membre des Forces de défense, qui ravive son désir de faire partie des Forces de défense. Alors qu'ils se trouvent tous les deux seuls sur un nettoyage un énorme kaiju les attaque. Kafka et Réno se défendent comme ils peuvent mais Kafka se fait blesser.   
Sauvés de justesse par une patrouille, le jeune homme se réveille à l’hôpital et discute des évènements avec Réno. Cependant, un petit kaiju volant pénètre dans le corps de Kafka par la bouche et lui confère la capacité de se transformer en kaiju sous les yeux de son apprenti. 
Après s'être échappé des forces de défense, Kafka reçoit le nom de code « Kaiju no 8 » et décide de postuler tout en gardant secrète sa capacité.
Kafka et Reno réussissent l'examen et sont intronisés dans la troisième division avec Kikoru Shinomiya, une prodige tueuse de kaiju, qui découvre la forme de kaiju de Kafka après que celui-ci l'ait sauvée d'un kaiju humanoïde.Ce kaiju humanoïde sera plus tard nommé  « Kaiju no 9 », qui deviendra leur principal adversaire. Tout en combattant une attaque orchestrée par le Kaiju no 10, un daikaiju créé par le Kaiju no 9, Kafka révèle sa forme de kaiju lorsqu'il se transforme pour sauver la base de la troisième division de la destruction et est, à contrecœur, appréhendé par Mina et placé en garde à vue pour être éliminé. Pendant son emprisonnement, Kafka est testé au combat par le directeur général des forces de défense, Isao Shinomiya, qui utilise l'arme numéro 2 fabriquée à partir des restes du Kaiju no 2. Kafka survit à la bataille, prouvant qu'il peut se contrôler tout en étant transformé et évite l'élimination. Kafka est transféré, avec Kikoru, à la Première Division dirigée par le capitaine Gen Narumi où ils sont chargés d'empêcher une autre attaque planifiée par le no 9. Kafka, Kikoru et Gen réussissent à vaincre deux versions du no 9 qui se révèlent être des leurres. Le vrai no 9 attaque Isao et l'absorbe, ainsi que son arme numéro 2 ; après quoi le no 9 devient plus fort et se prépare à une invasion du Japon avec une gigantesque légion de nouveaux kaiju et tout le savoir d'Isao sur les forces anti-kaiju japonaises…

## Personnages
L'histoire tourne autour de deux principaux protagonistes : Kafka Hibino, un trentenaire, et Reno Ichikawa, âgé de dix-huit ans, qui font équipe pour devenir les meilleurs combattants de la Force de Défense. Initialement humain, Kafka devient capable d'alterner entre forme humaine et kaiju lorsque l'un d'entre eux s'introduit dans son corps.
Kafka Hibino (日比野カフカ, Hibino Kafuka) / Kaiju no 8 (怪獣8号, Kaijū Hachi-gō)
Voix japonaise : Masaya Fukunishi (ja), voix française : Adrien Antoine,
Il est le protagoniste du manga. Il est membre des Forces de défense et ancien travailleur de la Professional Kaiju Cleaning Company Monster Sweeper Inc. Après qu'un kaiju ait réussi à entrer dans son corps, il a obtenu la capacité de se transformer en un kaiju humanoïde. Après s'être échappé des forces de défense, il est ensuite surnommé « Kaiju no 8 ». Sous sa forme kaiju, Kafka possède une force, une vitesse, une durabilité, une régénération surhumaines et la capacité de détecter d'autres kaiju. Il a un niveau de fortitude de 9,8, ce qui fait de lui le kaiju le plus puissant identifié par les Forces de défense. En raison de la faible puissance de combat libérée dans sa forme humaine, il utilise sa connaissance de l'anatomie des kaiju, issue de son travail dans l'industrie de l'élimination, pour aider ses coéquipiers à vaincre les kaiju.
Reno Ichikawa (市川レノ, Ichikawa Reno)
Voix japonaise : Wataru Katō (ja), voix française : Alexandre Nguyen,
Âgé de 18 ans, c'est un collègue de Kafka. Il est intégré dans les forces d'autodéfense japonaise. Plus tard, on apprend qu'il est compatible avec l'arme no 6, l'arme la plus puissante de l'arsenal japonais.
Mina Ashiro (亜白ミナ, Ashiro Mina)
Voix japonaise : Asami Setō, voix française : Ludivine Maffren
Capitaine de la troisième division des forces d'autodéfense japonaise. Âgée de 27 ans, elle est une amie d'enfance de Kafka, avec qui elle a juré de lutter contre les kaiju. Son arme personnelle est un canon portatif, ce qui la rend particulièrement efficace contre les kaiju géants.
Kikoru Shinomiya (四ノ宮キコル, Shinomiya Kikoru)
Voix japonaise : Fairouz Ai, voix française : Valérie Bescht
Soshiro Hoshina (保科宗四郎, Hoshina Soshiro)
Voix japonaise : Kengo Kawanishi, voix française : Jérémy Prévost
Iharu Furuhashi (古橋伊春, Furuhashi Iharu)
Voix japonaise : Yūki Shin (ja), voix française : Alan Aubert-Carlin
Haruichi Izumo (ハルイチ出雲, Izumo Haruichi)
Voix japonaise : Keisuke Kōmoto (ja), voix française : Taric Mehani
Aoi Kaguragi (神楽木葵, Kaguragi Aoi)
Voix japonaise : Shunsuke Takeuchi (ja)
Konomi Okonogi (小此木このみ, Okonogi Konomi)
Voix japonaise : Sayaka Senbongi, voix française : Paola Jullian
Isao Shinomiya (四ノ宮 功, Shinomiya Isao)
Directeur des forces d'autodéfense du Japon, il est le père de Kikoru Shinomiya.
Gen Narumi (鳴海 弦, Narumi Gen)
Kaiju no 9 (怪獣９号, Kaijū 9-gō)
Voix japonaise : , voix française : Martial Le Minoux
Kaiju no 10 (怪獣10号, Kaijū 10-gō)
Il a été créé par le Kaiju n°9.

## Manga
Kaiju no 8 est écrit et dessiné par Naoya Matsumoto. Le premier chapitre est publié le 3 juillet 2020 dans le magazine en ligne Shōnen Jump+ de l'éditeur Shūeisha. La publication se termine le 18 juillet 2025 avec un total de 129 chapitres. Le premier volume relié est publié le 4 décembre 2020. Le 4 mars 2025, 15 volumes ont été publiés au Japon. Le 16e et dernier volume sort le 4 septembre 2025.
La version française est publiée par Kazé, devenu Crunchyroll, depuis le 6 octobre 2021.

### Liste des volumes
| no                                         | Japonais          | Japonais          | Français          | Français                                                                 |
| no                                         | Date de sortie    | ISBN              | Date de sortie    | ISBN                                                                     |
| ------------------------------------------ | ----------------- | ----------------- | ----------------- | ------------------------------------------------------------------------ |
| 1                                          | 4 décembre 2020   | 978-4-08-882525-0 | 6 octobre 2021    | 978-2-82-034107-5                                                        |
| Liste des chapitres : - Épisodes 1 à 7     |                   |                   |                   |                                                                          |
| 2                                          | 4 mars 2021       | 978-4-08-882611-0 | 8 décembre 2021   | 978-2-82-034234-8                                                        |
| Liste des chapitres : - Épisodes 8 à 17    |                   |                   |                   |                                                                          |
| 3                                          | 4 juin 2021       | 978-4-08-882671-4 | 2 février 2022    | 978-2-82-034309-3                                                        |
| Liste des chapitres : - Épisodes 18 à 26   |                   |                   |                   |                                                                          |
| 4                                          | 3 septembre 2021  | 978-4-08-882815-2 | 6 avril 2022      | 978-2-82-034310-9                                                        |
| Liste des chapitres : - Épisodes 27 à 35   |                   |                   |                   |                                                                          |
| 5                                          | 3 décembre 2021   | 978-4-08-882872-5 | 8 juin 2022       | 978-2-82-034311-6                                                        |
| Liste des chapitres : - Épisodes 36 à 43   |                   |                   |                   |                                                                          |
| 6                                          | 4 mars 2022       | 978-4-08-883053-7 | 31 août 2022      | 978-2-82-034388-8                                                        |
| Liste des chapitres : - Épisodes 44 à 51   |                   |                   |                   |                                                                          |
| 7                                          | 4 juillet 2022    | 978-4-08-883170-1 | 7 décembre 2022   | 978-2-82-034407-6 (édition standard) 978-2-82-034514-1 (édition limitée) |
| Liste des chapitres : - Épisodes 52 à 59   |                   |                   |                   |                                                                          |
| 8                                          | 4 novembre 2022   | 978-4-08-883305-7 | 29 mars 2023      | 978-2-82-034601-8 (édition standard) 978-2-82-034734-3 (édition limitée) |
| Liste des chapitres : - Épisodes 60 à 66   |                   |                   |                   |                                                                          |
| 9                                          | 3 mars 2023       | 978-4-08-883443-6 | 28 juin 2023      | 978-2-82-034621-6                                                        |
| Liste des chapitres : - Épisodes 67 à 73   |                   |                   |                   |                                                                          |
| 10                                         | 4 août 2023       | 978-4-08-883613-3 | 22 novembre 2023  | 978-2-82-034648-3 (édition standard) 978-2-82-034723-7 (édition limitée) |
| Liste des chapitres : - Épisodes 74 à 81   |                   |                   |                   |                                                                          |
| 11                                         | 4 décembre 2023   | 978-4-08-883747-5 | 3 avril 2024      | 978-2-82-035017-6 (édition standard) 978-2-82-035019-0 (édition limitée) |
| Liste des chapitres : - Épisodes 82 à 89   |                   |                   |                   |                                                                          |
| 12                                         | 4 avril 2024      | 978-4-08-883898-4 | 11 septembre 2024 | 978-2-82-034865-4 (édition standard) 978-2-82-035043-5 (édition limitée) |
| Liste des chapitres : - Épisodes 90 à 97   |                   |                   |                   |                                                                          |
| 13                                         | 4 juillet 2024    | 978-4-08-884160-1 | 4 décembre 2024   | 978-2-82-034893-7 (édition standard) 978-2-82-035131-9 (édition limitée) |
| Liste des chapitres : - Épisodes 98 à 104  |                   |                   |                   |                                                                          |
| 14                                         | 1er novembre 2024 | 978-4-08-884315-5 | 26 mars 2025      | 978-2-82-035181-4                                                        |
| Liste des chapitres : - Épisodes 105 à 112 |                   |                   |                   |                                                                          |
| 15                                         | 4 mars 2025       | 978-4-08-884492-3 | 17 septembre 2025 | 978-2-82-035182-1                                                        |
| Liste des chapitres : - Épisodes 113 à 119 |                   |                   |                   |                                                                          |
| 16                                         | 4 septembre 2025  | 978-4-08-884726-9 |                   |                                                                          |
| Liste des chapitres : - Épisodes 120 à 129 |                   |                   |                   |                                                                          |

## Anime
Une adaptation en anime est annoncée en août 2022. En décembre 2022, il est annoncé que la série sera diffusée en 2024. La série est produite par Production I.G accompagné par le Studio Khara qui se chargera du design et de l'apparence des Kaiju. Elle est réalisée par Shigeyuki Miya et Tomomi Kamiya avec les scripts d'Ichirō Ōkouchi et les character design de Tetsuya Nishio tandis que la bande originale de la série est composée par Yuta Bando. La série est diffusée au Japon du 13 avril au 29 juin 2024 sur la chaîne TV Tokyo,.
Crunchyroll détient les droits de diffusion en simulcast de la série dans le monde entier, excepté en Asie. La plateforme propose également des versions doublées en anglais, espagnol, portugais brésilien, français, italien, allemand, hindi, télougou et tamoul,.
L'opening de la série intitulée Abyss (litt. « Abysse ») est interprété par Yungblud, tandis que l'ending, intitulée Nobody est interprété par OneRepublic.
Lors de la diffusion de l'épisode 12, une deuxième partie a été annoncée et est en production,.Un film compilant les épisodes de la première saison et un épisode spécial est annoncé sous le nom de Le jour de congé de Hoshina (保科の休日, Hoshina no Kyūjitsu) est projeté dans les salles de cinéma à partir du 28 mars 2025 et pour une durée de trois semaines. L'épisode original de ce film est par la suite diffusé à la télévision japonaise sur TV Tokyo et ses chaines affilées le 5 juillet de la même année. La deuxième saison est diffusée depuis le 19 juillet 2025,.
L'ending de l'épisode spécial de Hoshina's Day Off intitulé Invincible est interprété par OneRepublic. L'opening de la saison 2 intitulée You Can't Run From Yourself (litt. « Tu ne peux pas fuir toi-même ») est interprété par Aurora, tandis que l'ending, intitulée Beautiful Colors est interprétée par OneRepublic.

### Liste des épisodes

#### Saison 1
| No | Titre français                                 | Titre japonais        | Titre japonais                      | Date de 1re diffusion |
| No | Titre français                                 | Kanji                 | Rōmaji                              | Date de 1re diffusion |
| --- | ---------------------------------------------- | --------------------- | ----------------------------------- | --------------------- |
| 1 | L'homme devenu kaiju                           | 怪獣になった男        | Kaijū ni natta otoko                | 13 avril 2024         |
| [Chapitres 1-2] Kafka Hibino travaille comme nettoyeur et élimine les carcasses des kaiju après que ces derniers ont été exterminés par la Force de défense anti-kaiju, une organisation militaire qui protège le Japon des kaiju. Voulant initialement faire partie des forces de défense, Kafka abandonne son rêve après des tentatives infructueuses pour y adhérer. Kafka et son nouveau collègue et aspirant membre des Forces de défense, Reno Ichikawa, sont attaqués par un yoju au travail. Après avoir retenu le yoju, le duo est sauvé par la troisième division des forces de défense dirigée par le capitaine Mina Ashiro, l'amie d'enfance de Kafka avec qui il a promis de combattre les kaiju ensemble. Plus tard dans un hôpital, sous les encouragements de Reno, Kafka décide de tenter de rejoindre les Forces de Défense une dernière fois. Cependant, Kafka est attaqué par un kaiju parasite qui pénètre dans son corps par la bouche et le transforme en un hybride humain-kaiju. Un patient rapporte la position de Kafka, les forçant, lui et Reno, à fuir. Dans une scène post-générique, Mina est appelée pour rassembler son équipe et éliminer le kaiju qui se trouverait à l'hôpital. |                                                |                       |                                     |                       |
| 2 | Le kaiju extermine ses pairs                   | 怪獣を倒す怪獣        | Kaijū o taosu kaijū                 | 20 avril 2024         |
| [Chapitres 2-3] |                                                |                       |                                     |                       |
| 3 | La revanche                                    | リベンジマッチ        | Ribenji matchi                      | 27 avril 2024         |
| [Chapitres 4-5-6] |                                                |                       |                                     |                       |
| 4 | Fortitude 9,8                                  | フォルティチュード9.8 | Forutichūdo 9.8                     | 4 mai 2024            |
| [Chapitres 6-7-8-9] |                                                |                       |                                     |                       |
| 5 | Admis !                                        | 入隊！                | Nyūtai!                             | 11 mai 2024           |
| [Chapitres 10-11-12] |                                                |                       |                                     |                       |
| 6 | Opération d'éradication à Sagamihara, à l'aube | 明けの相模原討伐作戦  | Yoake no sagamihara tōbatsu sakusen | 18 mai 2024           |
| [Chapitres 12-13-14] |                                                |                       |                                     |                       |
| 7 | Le kaiju nº 9                                  | 怪獣９号              | Kaijū kyu-gō                        | 25 mai 2024           |
| [Chapitres 15-16-17-18-19] |                                                |                       |                                     |                       |
| 8 | Bienvenue dans les Forces de Défense           | 防衛隊へようこそ      | Bōei tai e yōkoso                   | 1er juin 2024         |
| [Chapitres 20-21-22-23] |                                                |                       |                                     |                       |
| 9 | L’attaque de la base de Tachikawa              | 立川基地襲撃          | Tachikawa kichi shūgeki             | 8 juin 2024           |
| [Chapitres 24-25-26-27-28] |                                                |                       |                                     |                       |
| 10 | Dévoilement                                    | 曝露                  | Bakuro                              | 15 juin 2024          |
| [Chapitres 28-29-30-31-32] |                                                |                       |                                     |                       |
| 11 | Le kaiju nº 8 sous les verrous                 | 捕らわれた怪獣8号     | Torawareta kaijū hachi-gō           | 22 juin 2024          |
| [Chapitres 33-34-35-36] |                                                |                       |                                     |                       |
| 12 | Kafka Hibino                                   | 日比野カフカ          | Hibino Kafuka                       | 29 juin 2024          |
| [Chapitres 36-37-38] |                                                |                       |                                     |                       |

#### Saison 2
| No                         | Titre français                              | Titre japonais   | Titre japonais             | Date de 1re diffusion |
| No                         | Titre français                              | Kanji            | Rōmaji                     | Date de 1re diffusion |
| -------------------------- | ------------------------------------------- | ---------------- | -------------------------- | --------------------- |
| SPE                        | Le jour de congé de Hoshina                 | 保科の休日       | Hoshina no Kyūjitsu        | 5 juillet 2025        |
| 13                         | Les armes spéciales                         | 怪獣兵器         | Kaijū heiki                | 19 juillet 2025       |
| [Chapitres 39-40-41]       |                                             |                  |                            |                       |
| 14                         | Le baptême du feu de la nouvelle génération | 次世代の試練     | Jisedai no shiren          | 26 juillet 2025       |
| [Chapitres 41-42-43-44]    |                                             |                  |                            |                       |
| 15                         | La plus puissante des unités                | 最強の部隊       | Saikyō no butai            | 2 août 2025           |
| [Chapitres 44-45-46-47-48] |                                             |                  |                            |                       |
| 16                         | Isao Shinomiya                              | 四ノ宮功という男 | Shinomiya Isao to iu otoko | 9 août 2025           |
| [Chapitres 48-49-50-51-52] |                                             |                  |                            |                       |
| 17                         | Je veux devenir plus forte                  | 強くなりたい     | Tsuyo kunaritai            | 16 août 2025          |
| [Chapitres 53-54-55]       |                                             |                  |                            |                       |

## Light novel
Un light novel intitulé Kaiju n°8 : Immersion dans la 3e unité ! (怪獣8号 密着! 第3部隊, Kaijū 8-gō: Mitchaku! Dai-3 Butai), écrit par Andō Keiji et illustré par Naoya Matsumoto, est publié par Shueisha le 4 novembre 2022. La version française est publiée par Crunchyroll le 3 avril 2024.

## Accueil
En septembre 2021, à l'occasion de la sortie du quatrième tome, le tirage total de la série s'élève à plus de 4 millions d'exemplaires.
Devant le succès du manga au Japon et l'engouement des fans en France, l'éditeur français Kazé annonce un tirage record de 250 000 exemplaires du 1er tome. 22 000 copies du premier volume s'écoulent en une semaine, faisant de Kaiju no 8 le manga avec le meilleur lancement de l'histoire en France.
La série est nommée au 14e Manga Taishō en 2021 et se classe à la sixième place avec 58 points. À l'occasion de la sortie du manga en France en octobre 2021, la couverture du premier tome est exposée sur la façade de la Bibliothèque nationale de France.
Le 1er tome est élu meilleur manga dans la catégorie Shōnen à l'occasion du Festival SaYonneAra' ayant lieu en mai 2023.

### Annotations
1. 1 2  Les titres français de l'adaptation en anime proviennent de Crunchyroll.

### Œuvres
Édition japonaise
1. 1 2 3  « Tome 16 », sur Shūeisha
2. 1 2  « Tome 01 », sur Shūeisha
3. 1 2  « Tome 02 », sur Shūeisha
4. 1 2  « Tome 03 », sur Shūeisha
5. 1 2  « Tome 04 », sur Shūeisha
6. 1 2  « Tome 05 », sur Shūeisha
7. 1 2  « Tome 06 », sur Shūeisha
8. 1 2  « Tome 07 », sur Shūeisha
9. 1 2  « Tome 08 », sur Shūeisha
10. 1 2  « Tome 09 », sur Shūeisha
11. 1 2  « Tome 10 », sur Shūeisha
12. 1 2  « Tome 11 », sur Shūeisha
13. 1 2  « Tome 12 », sur Shūeisha
14. 1 2  « Tome 13 », sur Shūeisha
15. 1 2  « Tome 14 », sur Shūeisha
16. 1 2  « Tome 15 », sur Shūeisha

Édition française
1. 1 2  « Tome 01 », sur Manga News
2. 1 2  « Tome 02 », sur Manga News
3. 1 2  « Tome 03 », sur Manga News
4. 1 2  « Tome 04 », sur Manga News
5. 1 2  « Tome 05 », sur Manga News
6. 1 2  « Tome 06 », sur Manga News
7. 1 2  « Tome 07 », sur Manga News
8. ↑  « Tome 07 Collector », sur Manga News
9. 1 2  « Tome 08 », sur Manga News
10. ↑  « Tome 08 Collector », sur Manga News
11. 1 2  « Tome 09 », sur Manga News
12. 1 2  « Tome 10 », sur Manga News
13. ↑  « Tome 10 Collector », sur Manga News
14. 1 2  « Tome 11 », sur Manga News
15. ↑  « Tome 11 Collector », sur Manga News
16. 1 2  « Tome 12 », sur Manga News
17. ↑  « Tome 12 Collector », sur Manga News
18. 1 2  « Tome 13 », sur Manga News
19. ↑  « Tome 13 Collector », sur Manga News
20. 1 2  « Tome 14 », sur Manga News
21. 1 2  « Tome 15 », sur Manga News